# Hemerobius gaitoi
Hemerobius gaitoi is een insect uit de familie van de bruine gaasvliegen (Hemerobiidae), die tot de orde netvleugeligen (Neuroptera) behoort. 
Hemerobius gaitoi is voor het eerst wetenschappelijk beschreven door Monserrat in 1996.